# Nasir-Sin
Nasir-Sin (o Nasirsin) fue rey de Asiria durante el agitado período histórico que va, aproximadamente, desde el 1730/1720 a. C.al 1710/1700 a. C. durante el cual siete personajes de origen desconocido se disputaron el poder en Assur. En las listas reales aparecen con la explicación de "hijo de nadie" lo que equivale a decir que no pertenecían a ninguna familia real, y por tanto era un usurpador. 
| Predecesor: Ashur-apla-idi | Rey de Asiria hacia 1740 a. C. | Sucesor: Sin-namir |